# Eem
De Eem is een rivier in het noorden van de provincie Utrecht. De Eem begint in Amersfoort, heeft een lengte van ongeveer 18 kilometer en stroomt uit in het Eemmeer.

## Naam
De oude (Latijnse) naam van de rivier is Hemus. Deze naam werd voor het eerst gebruikt in een oorkonde uit het jaar 777. Andere oude benamingen voor de Eem zijn Amer en Hamer.
In oude tijden werd ook het gehele moerassige gebied in de Gelderse Vallei met de naam “Eem” aangeduid. In de oorkonde uit het jaar 777 schenkt Karel de Grote belangrijke delen van de gouw Flethite aan de bisschop van Utrecht. Tot de schenkingen behoort onder andere de villa Lisiduna (het latere Oud-Leusden), "in pago qui vocatur Flethite super alveum Hemi". Dat werd meestal vertaald als: "in de gouw genaamd Flethite (later verbasterd tot Flehite) aan de oever van de rivier de Eem". Maar - stelt Mijnsen-Dutilh - dat is niet correct. Voor een rivier zou een ander woord gebruikt zijn. Er staat dat de Eem een alveus is: een bassin, of moerasbekken. Ze baseert daarop haar theorie dat de Eem in oude tijden een "ononderbroken en zeer breed moeras" was, zoals ook Alpertus van Metz in De diversitate temporum in de elfde eeuw zegt. In haar monumentale "waterschapskroniek" beschrijft ze hoe dit moeras er in zijn oorspronkelijke vorm rond het begin van de jaartelling kan hebben uitgezien, en hoe het zich als gevolg van ontginningen geleidelijk ontwikkeld heeft tot het gebied dat we nu kennen, waarin het water werd teruggedrongen tot beken en sloten en waarin de Eem werd teruggebracht van moeras tot rivier.
Ook Brongers signaleert dat de naam Eem vroeger eveneens gold voor de Lunterse Beek.

### Vernoeming
Naar de rivier de Eem zijn vernoemd:
- De plaatsen Eemnes, Eemdijk en Eembrugge, de stad Amersfoort, ontstaan bij een voorde (doorwaadbare plaats) in de Eem, en het dorp Hamersveld-Oud, een van de woonkernen waaruit het huidige Leusden ontstond
- Het Eemland, een streek in het stroomgebied van de Eem, en het Eemmeer, het randmeer waarin de rivier uitstroomt
- Het Eemkwartier, het Eemplein, het Eemhuis en de straten Eemlaan en Eemzijde in Amersfoort
- Baarnse Watersportvereniging De Eem uit Baarn en Roeivereniging Hemus uit Amersfoort
- Het Eemien, de warmere periode tussen de glacialen Saalien en Weichselien, waarbij het stroomgebied van de Eem onderdeel was van een binnenzee.
- De Eemhaven, de centrale geul van een complex van havens in Rotterdam dat is gelegen tussen Pernis en de Waalhaven.

## Stroomgebied
De Eem wordt gevoed door het Valleikanaal en een aantal Veluwse beken, waarvan de Heiligenbergerbeek, de Barneveldse en de Lunterse Beek de belangrijkste zijn. Deze komen bij Amersfoort samen. Waar de beken de stad verlaten - bij de Koppelpoort - begint de Eem. De rivier loopt vervolgens oostelijk van Soest, Baarn en Eemnes, door de Eemvallei naar het Eemmeer (vroeger een deel van de Zuiderzee). De Eem is verantwoordelijk voor het grootste deel van de afwatering van de Gelderse Vallei. De Eempolders zijn landschappelijk van grote waarde.
Door bodemdaling als gevolg van ontwatering is de rivier hoger komen te liggen dan het omliggende land. Bij lage waterstanden in de zomer wordt er water vanuit de Nederrijn via het Valleikanaal in de Eem gepompt. De Eem is de belangrijkste bron van de biologische belasting van het Eemmeer, dat hierdoor achterblijft met het herstel vergeleken met de overige randmeren. Er is sprake van een belangrijke afname van de absolute hoeveelheid fosfaat en nitraat, maar relatief bezien wordt dit tenietgedaan door de afgenomen hoeveelheid water in 2003.
In het Pleistoceen was de Eem langer. De voortzetting van het stroombed is nog steeds herkenbaar in de ondergrond van Almere Buiten en de A27.

## Galerij

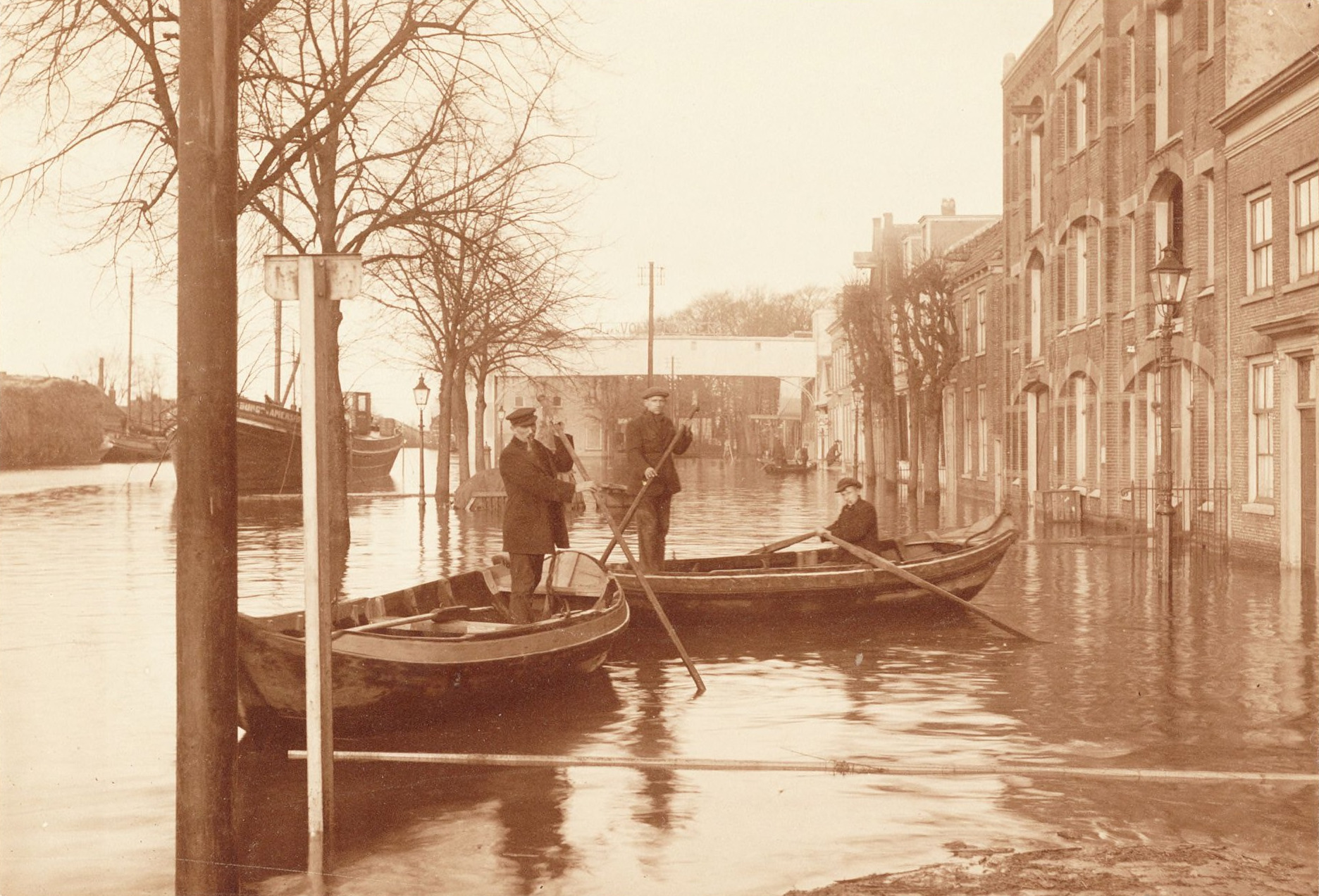
Overstroming in 1916 van de Eem op de Grote Koppel in Amersfoort
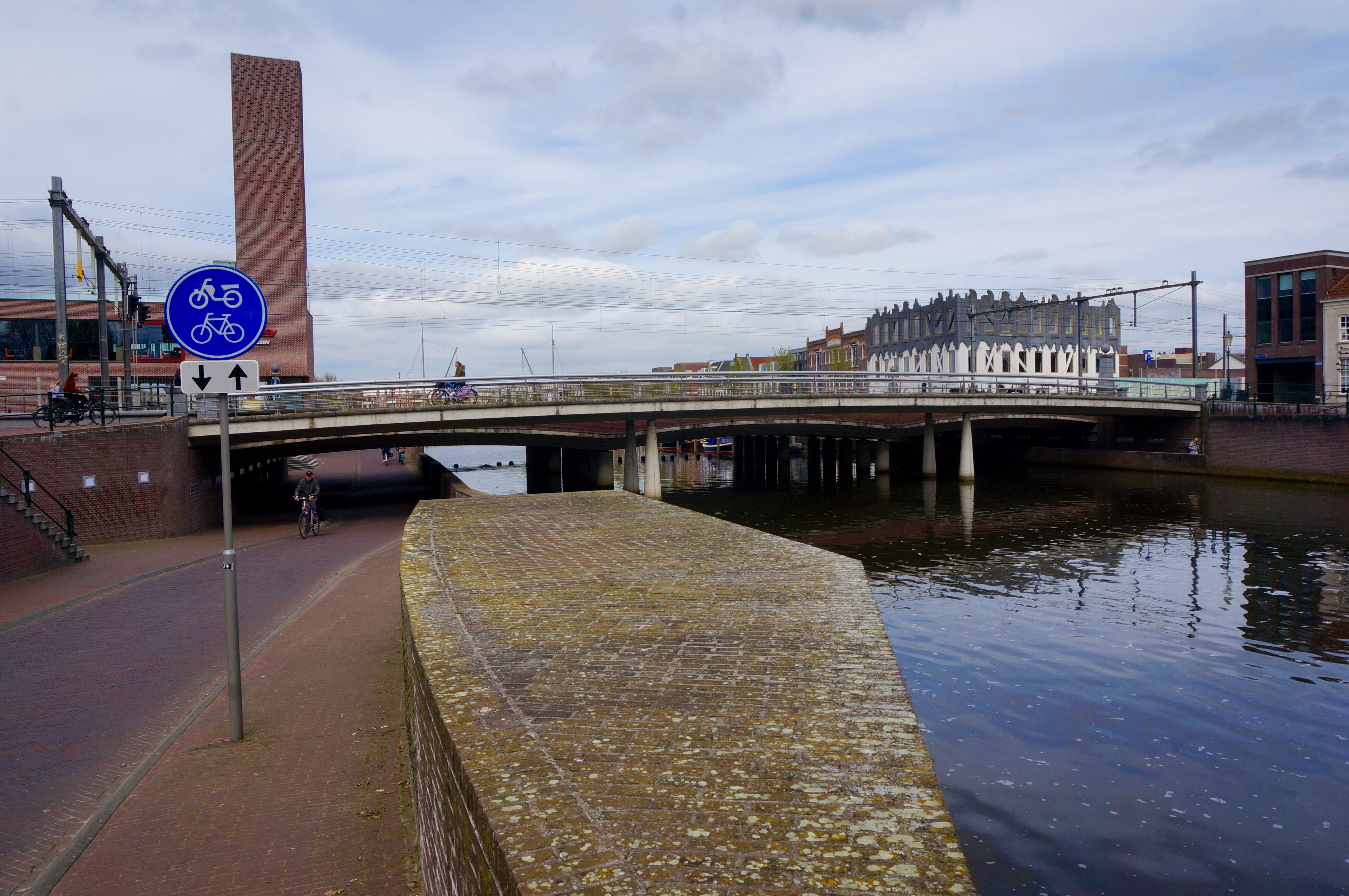
Spoorbrug over de Eem in Amersfoort
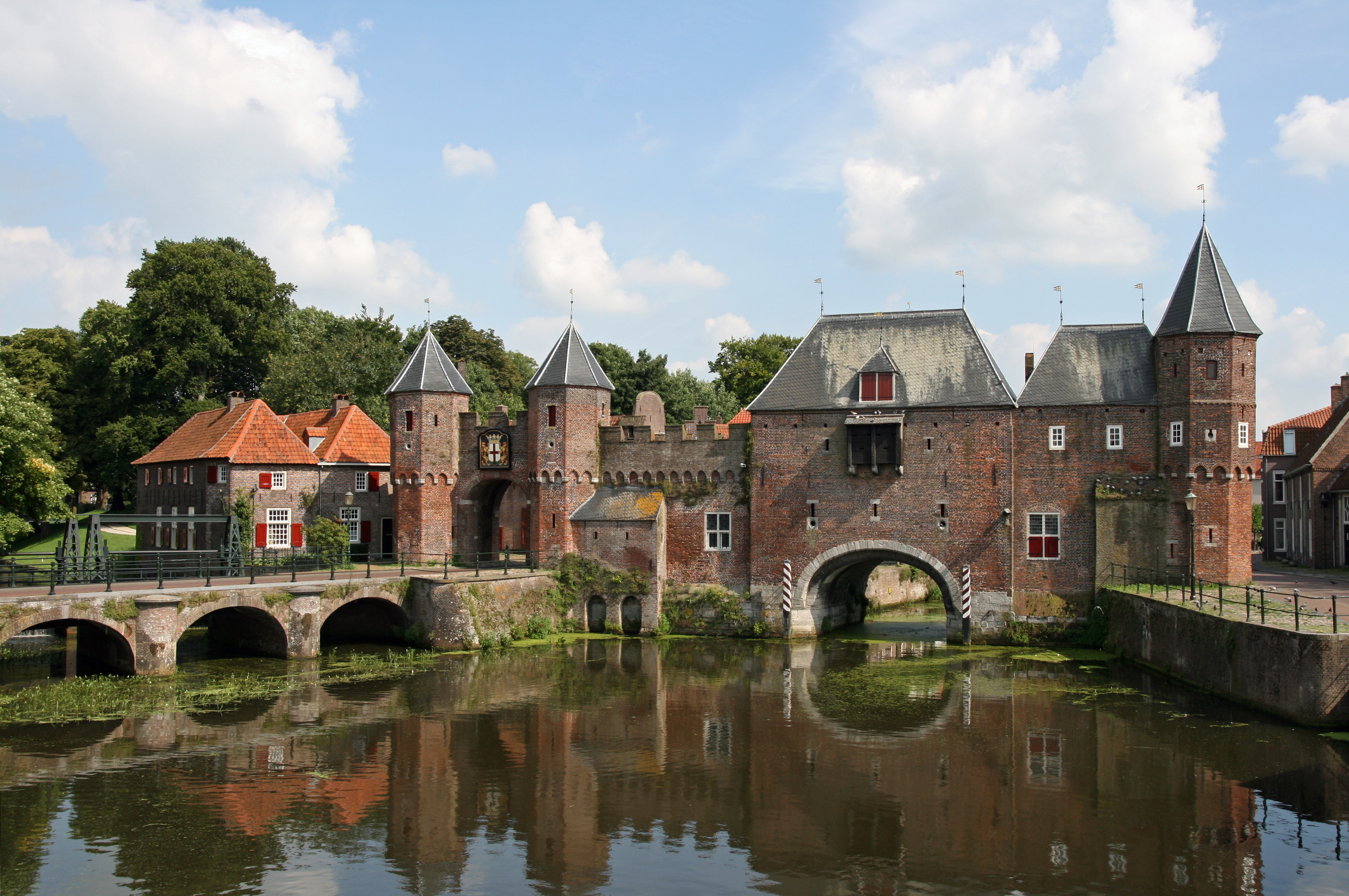
De Eem onder de Koppelpoort in Amersfoort
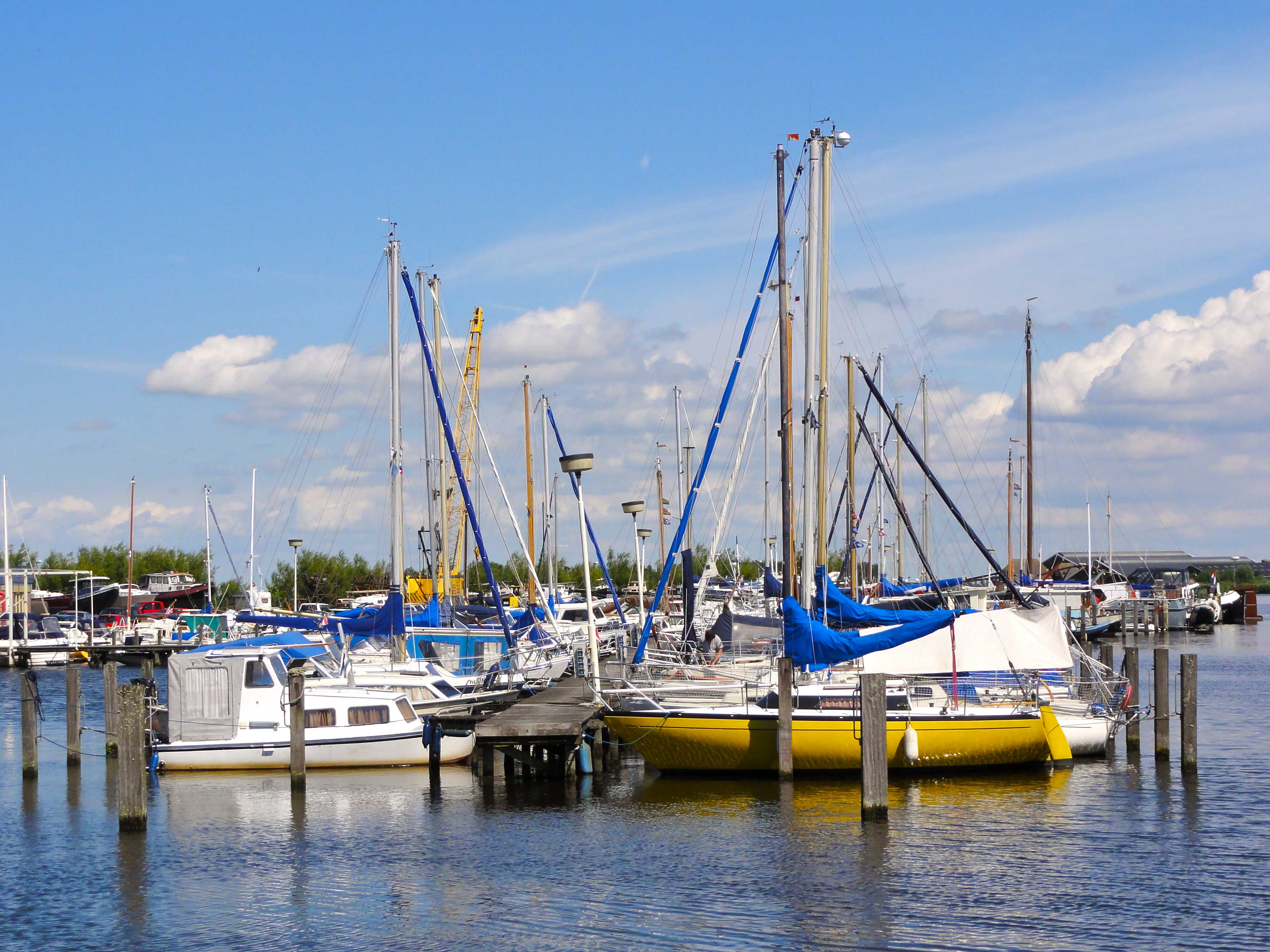
Jachthaven in de Eem bij Eembrugge
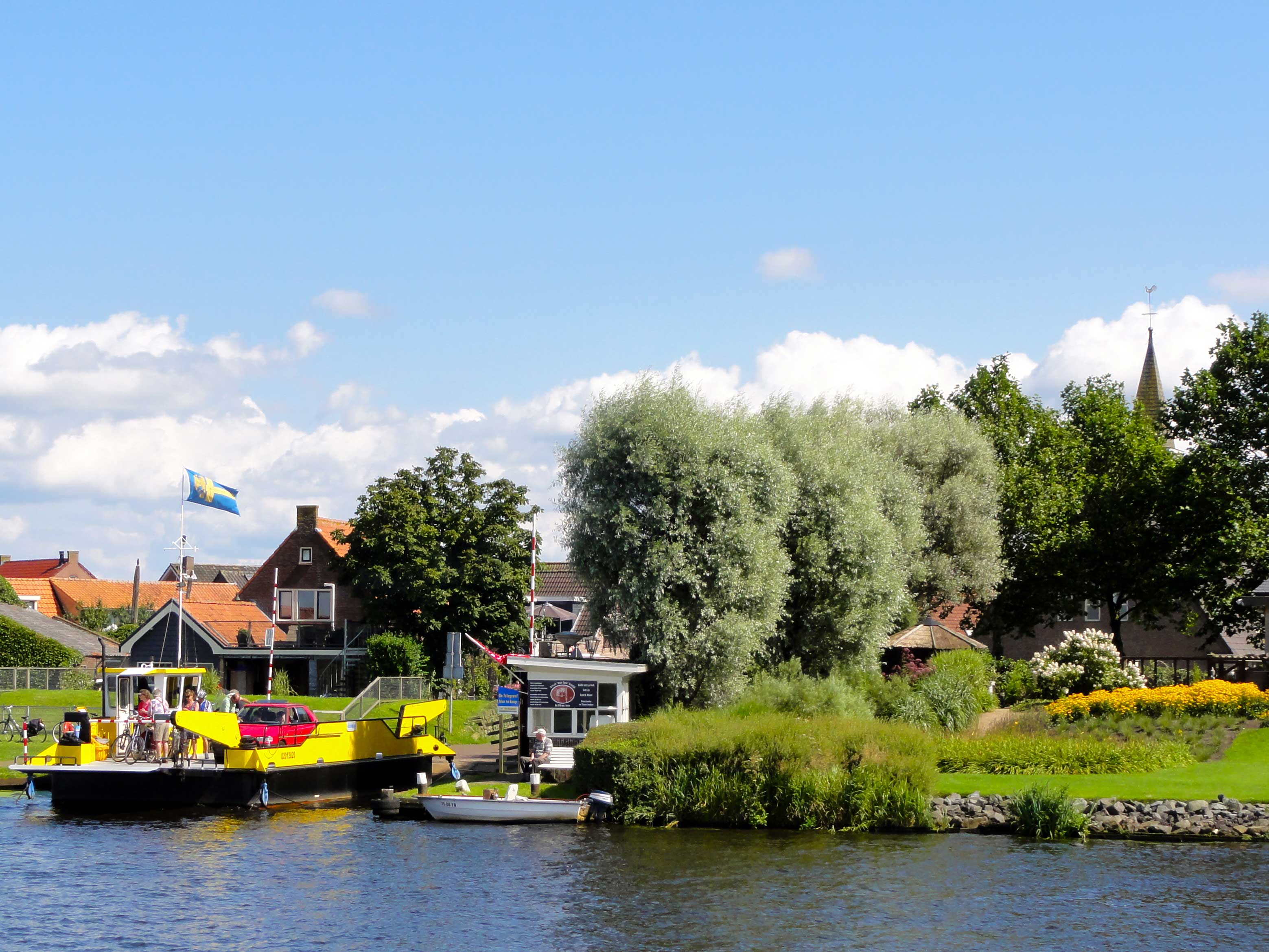
Eemdijk aan de Eem
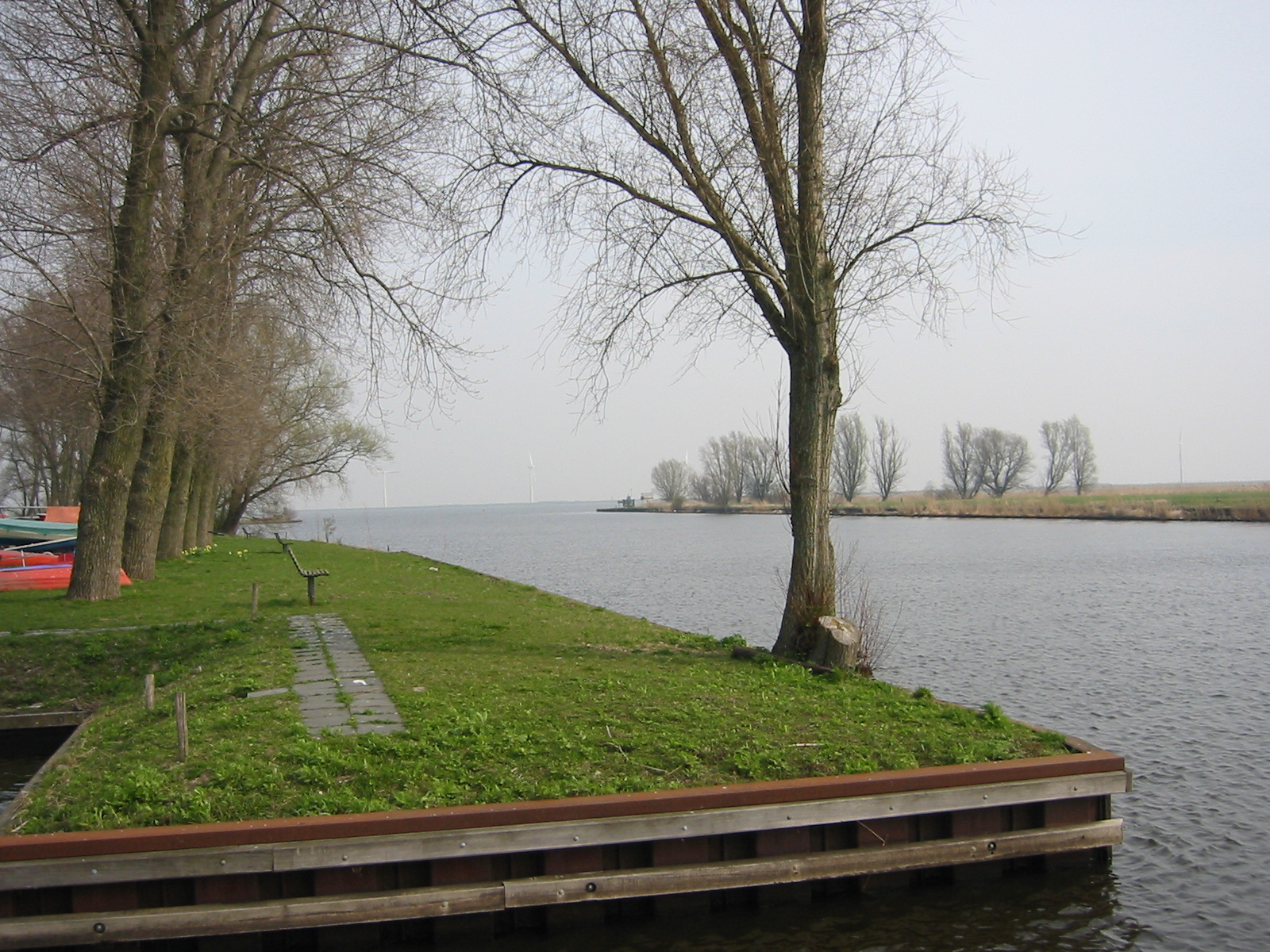
Monding van de Eem

- Gemeinsame Normdatei: 4309217-2
- Virtual International Authority File: 233834210